# Сопоставительный словарь

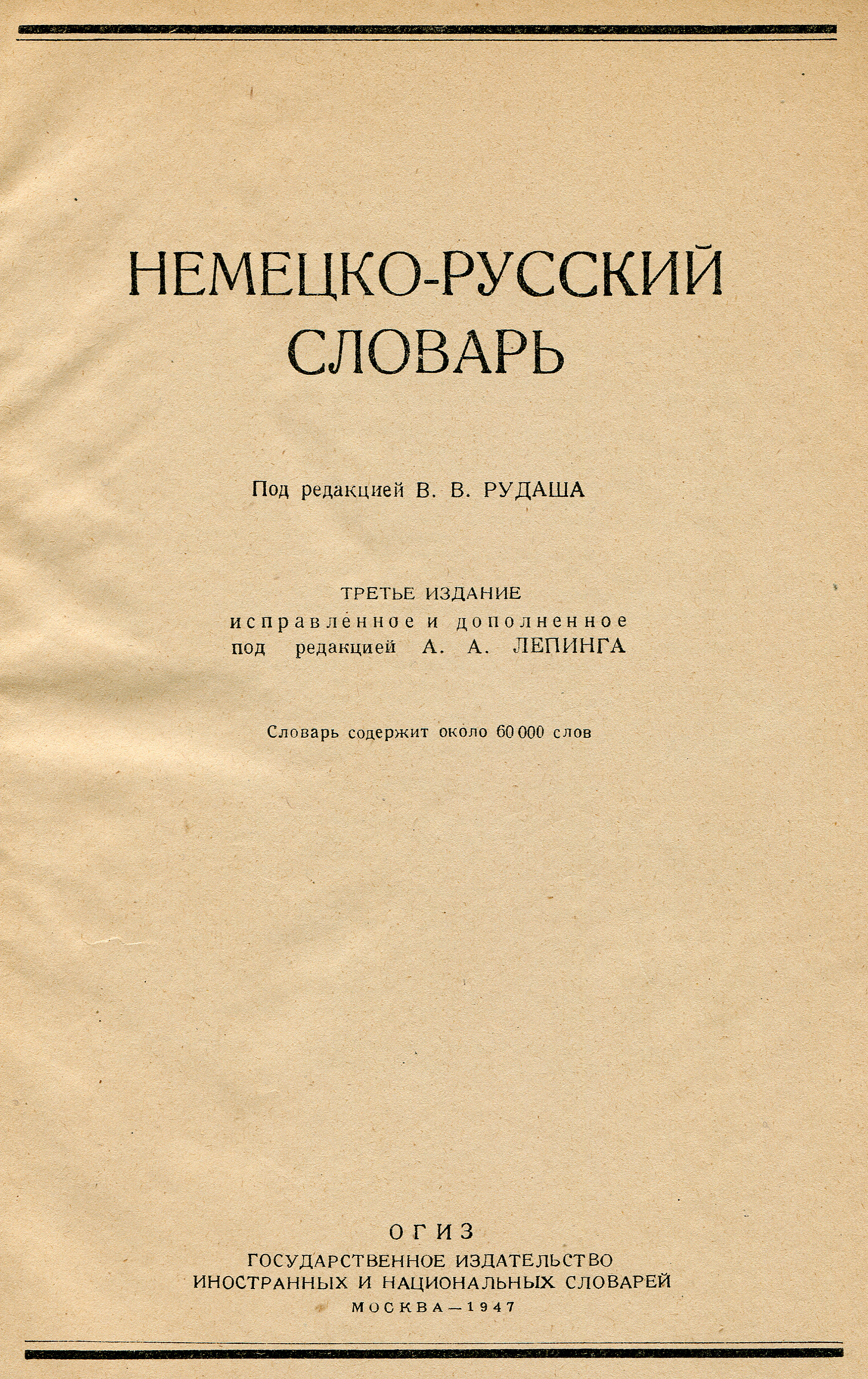
Двуязычный словарь

Двуязычный словарь по традиции называется переводным. На протяжении веков перевод текстов был главным стимулом для создателей двуязычного словаря. Однако современные двуязычные словари становятся все более интегральными, включая синонимы и толкования, краткие сведения о реалиях и дополнительную грамматическую информацию о заглавном слове. С появлением электронной и кибернетической лексикографии возможности и перспективы двуязычного словаря могут оцениваться не только с позиции адекватности и полноты перевода, но также как масштабное исследование двух или более языков в жанре сопоставительной лексикографии. Новым методом лексикографического описания эквивалентных отношений слов в электронной среде является комбинированная словарная статья, включающая заглавную пару (лемму) и параллельные цепи эквивалентов.
Русско-болгарский сопоставительный словарь СЭД является первым образцом электронного сопоставительного словаря в славянской лексикографии. Он включает новые элементы, которые не поддаются строгому определению в рамках сложившейся классификации типов словарей.

## Основные характеристики сопоставительного двуязычного словаря
Нелинейность
В модели «слово — перевод» первый элемент всегда является пунктом отправления, а переводные эквиваленты — пунктом назначения. Это одношаговая процедура сравнения, которая исчерпывается установлением «списка эквивалентов». Сопоставительный словарь выстраивает параллельные цепи эквивалентов и ставит в заголовок словарной статьи комбинированную лемму, например, ВРАТЬ — ЛЪЖА. Используется простое правило объединения, которое понятно и лингвисту, и переводчику, и обучающемуся иностранному языку: пара слов в заголовке объединяется по первичным (всегда и только) словарным значениям обоих слов. В интерактивном варианте значения членов пары доступны: достаточно щелкнуть по слову, чтобы увидеть общие для пары толкования.
Заглавная пара является узловой. Это значит, что в иерархии эквивалентов она имеет абсолютный приоритет, но только по отношению к парам, которые выстраиваются за ней в виде цепочек эквивалентов. Члены пары синхронны в своих первичных значениях. Графическим представлением синхронной связи в словаре является синий цвет, а сама пара «склеена» идеограммой синхронной связи. Это уникальная характеристика данной пары, которая не может повториться дважды, даже если один из членов пары входит в эквивалентную связь с другими словами.
Алфавитный поиск является всего лишь точкой заказа объединенной словарной статьи. Близкородственные языки, какими в случае являются русский и болгарский, обнаруживают высокую степень синхронных отношений слов в первичных значениях, поэтому в иерархии эквивалентов синхронная связь является принципом построения словарной статьи: от синхронной связи — к асинхронным отношениям.
Совмещение эквивалентов
Комбинированная словарная статья СЭД показывает те связи слов, которые остаются «за кадром» в переводной статье. Это свойство словарной статьи названо иррадиацией цепей эквивалентов.
Иррадиация эквивалентов («скользящие» связи слов)
Динамика эквивалентных связей слов в двух языках представлена построчно: словарная статья развертывается в двух измерениях — сверху вниз и от центра к периферии. Пошаговое развертывание различий в смысловой структуре заголовочной пары формирует цепи эквивалентов. К этим двум измерениям добавлено третье — глубина словарной статьи. Щелкнув по слову, читатель раскрывает информацию во всплывающем окне (толкования, синонимы, ассоциации, тезаурусная типология слова, морфологический анализ, ссылки на источники и др.).
Совмещение словарей
В словаре СЭД даны синонимы заголовочной пары (для каждого слова в отдельности). Представлены также фразеологизмы и перифразы. Это хорошее подспорье не только переводчику, но и любому изучающему язык.
Интерактивность
Сопоставительный словарь — словарь-реактор, в котором переплетаются функции справочника, средства для разработчика, браузера для просмотра внешних ссылок, узла для активного участия читателей в правке страниц, средства для прямого участия в блогах и форумах словаря, автоматического включения и обновления лент новостей, архива ссылок и текстовой базы данных, регистра комментариев и онлайн связи разработчиков.
Смысловые поля
Страницы сопоставительного словаря биэквивалентны и отображают лексические поля во взаимосвязи, в динамике и многообразии отношений многозначных слов в двух языках. Каждая страницa является многослойной структурой и представляет собой моментальный «снимок» двух совмещенных фрагментов тезауруса.
Примеры из национальных корпусов
Словарные иллюстрации являются необходимым контекстом двуязычного словаря. Электронные корпусы текстов, содержащие миллионы примеров живого употребления слов, все еще недостаточно востребованы словарями. В сопоставительном словаре примеры из языковых корпусов обработаны, организованы в рубрики и являются неотъемлемой частью страницы.
Активность и многогранность
Словарь является словарем активного типа. Страницы словаря имеют электронную композицию, в которой каждый элемент взаимодействует с пользователем, и благодаря этому взаимодействию статика словарной статьи превращается в действующую модель Писателя. Обилие примеров, взятых из электронных корпусов, и комментарии к ним призваны помочь читателю, особенно в случаях, когда толкование слова не дает исчерпывающего ответа на ряд вопросов либо возникают сомнения относительно точности самого толкования. В словаре каждое слово имеет не только лексикографическую интерпретацию (читателю было бы интересно сопоставить толкования одного и того же значения в разных словарях), но также познавательную, связанную с «картиной мира» говорящего. Когнитивный «паспорт» слова является сверхзадачей словаря и представляет, пожалуй, самую трудоемкую и дискуссионную часть работы над словарем. Наконец, представленные на страницах словаря энциклопедические справки и прямые ссылки на источники в сети Интернет (словарь является также браузером) позволят читателю ощутить себя частью большого сообщества любителей и знатоков слова, что является предпосылкой для дальнейшего совершенствования словарей и лучшего взаимопроникновения культур в новом тысячелетии.